# Juaso

Juaso är en ort i södra Ghana. Den är huvudort för distriktet Asante Akim South, och folkmängden uppgick till 9 733 invånare vid folkräkningen 2010.